# هندريك- إيدو- أمباخت
هندريك- إيدو- أمباخت Hendrik-Ido-Ambacht  هي مدينة وبلدية غرب هولندا، في مقاطعة جنوب هولندا.

## طوبوغرافيا
خريطة طوبوغرافية هولندية لبلدية هندريك- إيدو- أمباخت، يونيو 2015، (تقرأ بعد ثلاث نقرات على الخريطة).